# Uitgeverij Verloren
Uitgeverij Verloren is een in Hilversum gevestigde uitgeverij die sinds 1979 bestaat.

## Geschiedenis
Uitgeverij Verloren werd opgericht op 1 september 1979 door Thys Verloren van Themaat, lid van de familie Verloren. Aanleiding tot de oprichting was de uitgave van de vertaling door Hans van Rij van Alpertus van Metz De diversitate temporum die in 1980 verscheen. Verloren ontwikkelde zich in enkele decennia tot de belangrijkste Nederlandse uitgeverij op historisch gebied, met name inzake de geschiedenis der middeleeuwse en moderne Nederlanden en geeft jaarlijks meer dan 50 boeken uit.

### Periodieken en reeksen
De uitgeverij werkt samen met verschillende (historische) genootschappen, organisaties en universiteiten, en geeft in samenwerking met hen verschillende tijdschriften en boekenreeksen uit. Zo is Verloren de uitgeverij van tijdschriften als Holland. Historisch tijdschrift en het sinds 1883 bestaande genealogische periodiek De Nederlandsche Leeuw. Verloren is bijvoorbeeld ook uitgever van de Reeks adelsgeschiedenis, en was tot dit jaarboek ophield te bestaan mede-uitgever van het Jaarboek voor Ecologische Geschiedenis. Een van de reeksen is die van Egodocumenten waarin sinds 1988 tot nu toe 29 delen verschenen waarin bijvoorbeeld verschenen: F.A. Hartsen's Nederlandsche Toestanden (1996) en het dagboek van Magdalena Antoinetta van Schinne (1990). Een andere omvangrijke en langlopende reeks is die van de Hollandse Studiën. De omvangrijkste reeks tot nu toe is die van Middeleeuwse Studies en Bronnen waarin inmiddels bijna 150 delen verschenen. Een van de meest recent gestarte series is de reeks jaarboeken voor het fin de siècle Rythmus (sinds 2012).